# Carl-Edgar Jarchow

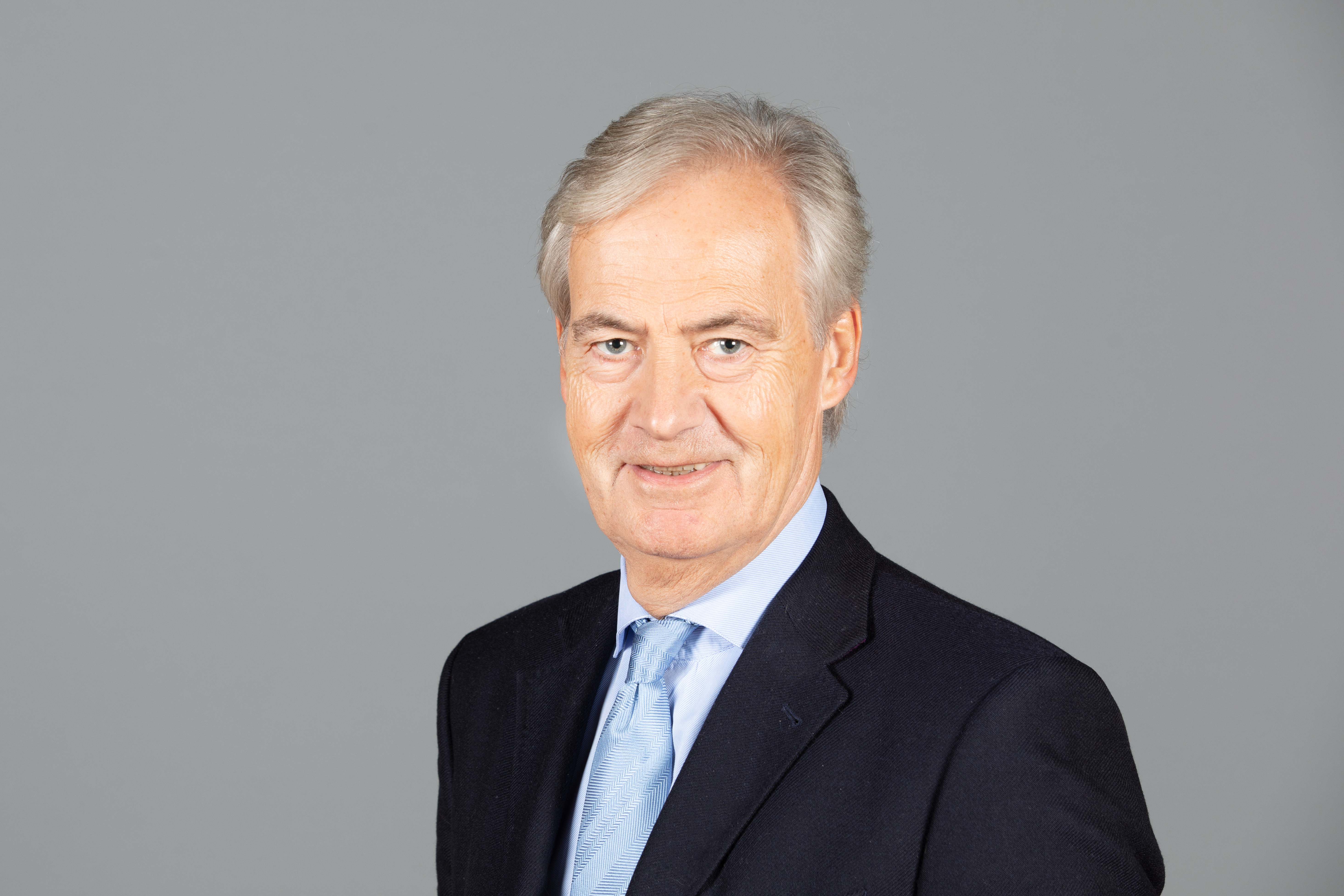
Carl-Edgar Jarchow (2018)

Carl-Edgar Jarchow (* 29. März 1955 in Hamburg) ist ein deutscher Fußballfunktionär und Politiker (zunächst Statt Partei und später FDP Hamburg). Er war von März 2011 bis Januar 2015 Präsident des Hamburger SV.

## Herkunft
Jarchow entstammt einer traditionsreichen Hamburger Kaufmannsfamilie. Sein Großvater führte die Kaffee-Importfirma Jarchow & Co. Sein Vater Edgar Jarchow senior erwarb 1948 die Spirituosenfabrik Hans Prang und übernahm 1951 die Alleinherstellung von Campari in Deutschland. Später besaß er zusätzlich 212 Gaststättenbetriebe in Hamburg und Schleswig-Holstein; auch war er Kommanditist des Restaurants auf dem Telemichel und Mitte der 70er Jahre Großsponsor des HSV.

## Ausbildung und Beruf
Carl Edgar Jarchow junior absolvierte 1975 in Hamburg-Groß Flottbek am Ernst-Schlee-Gymnasium sein Abitur, wurde später Außenhandelskaufmann und begleitete ab 1980 für sechs Jahre den Bau von Brauerei- und Softdrinkanlagen in Nigeria. Seit 1987 ist er selbstständiger Unternehmer. Um das Jahr 2000 führte er als alleiniger Geschäftsführer die Paul Tiefenbacher GmbH, ein Groß- und Außenhandelshaus, das sich auf Kautschuk und Kautschuk-Chemikalien spezialisiert hatte, aber auch tschechische Parkettböden importierte. 2005 wurde er Gesellschafter der empire Megastores GmbH, ein Unternehmen, das drei Videotheken in Altona-Altstadt, Lurup und Norderstedt betrieb, jedoch Anfang 2017 liquidiert wurde.

## Politische Aktivitäten
Im Bundestagswahlkampf 1972 engagierte er sich für die Sozialdemokratische Wählerinitiative. Von 1993 bis 1995 war er stellvertretender Landesvorsitzender der Statt Partei Hamburg. Neujahr 1997 verließ er diese Partei. Der FDP trat er 2007 bei. Von 2009 bis 2011 war er stellvertretender Vorsitzender des FDP-Bezirksverbands Altona und von 2011 bis 2012 Beisitzer im FDP-Landesvorstand. Bei der Hamburgischen Bürgerschaftswahl 2011 zog er über den FDP-Landeslistenplatz 10 in die 20. Hamburgische Bürgerschaft ein. Bei der Bürgerschaftswahl 2015 gelang ihm der Wiedereinzug in die Bürgerschaft. Dort war er Fachsprecher für Inneres. Des Weiteren war er Vorsitzender des Ausschusses Zusammenarbeit der Länder Hamburg und Schleswig-Holstein und Mitglied in den Ausschüssen Parlamentarische Kontrolle des Senats auf dem Gebiet des Verfassungsschutzes, Kontrollgremium nach dem Gesetz zur Umsetzung von Art. 13 VI GG und dem Sonderausschuss Gewalttätige Ausschreitungen rund um den G20-Gipfel in Hamburg sowie ständiger Vertreter im Ausschuss für Justiz und Datenschutz und im Sportausschuss.
Nachdem die FDP bei der Bürgerschaftswahl 2020 an der Fünfprozenthürde gescheitert war, schied er aus der Bürgerschaft aus.

## Funktionärstätigkeiten Fußball
Jarchow ist seit 1990 Mitglied des Hamburger SV, wo er von 1998 bis 2001 stellvertretender Leiter der Abteilung Fördernde Mitglieder und von 2001 bis 2004 Mitglied des Aufsichtsrats war. Am 16. März 2011 wurde Jarchow vom Aufsichtsrat des Hamburger SV als Nachfolger von Bernd Hoffmann zum kommissarischen Vorstandsvorsitzenden des HSV ernannt. Im Mai 2012 wurde sein Vertrag vorzeitig bis zum 15. Mai 2015 verlängert. Am 25. Januar 2015 wurde Jarchow, der sich nicht mehr zur Wahl aufstellte, von Jens Meier als Präsident abgelöst. Er saß noch bis zu seinem Vertragsende am 15. Mai 2015 im Vorstand der HSV Fußball AG, in die die Lizenzspielerabteilung am 7. Juli 2014 ausgegliedert wurde.
Am 4. Juni 2015 wurde Jarchow zum Vizepräsidenten des Hamburger Fußball-Verbandes und am 20. Juni 2015 in das Präsidium des Norddeutschen Fußball-Verbandes gewählt.
Er ist außerdem ehrenamtliches Mitglied des Kuratoriums der SAGA GWD Stiftung Nachbarschaft und ehrenamtliches Mitglied im Kuratorium der Alexander Otto Sportstiftung.

## Privates
Jarchow ist verheiratet und hat vier Kinder.